# Pénélope
Pour les articles homonymes, voir Pénélope (homonymie).
Dans la mythologie grecque, Pénélope (chez Homère Πηνελόπεια / Pênelópeia, chez les auteurs postérieurs Πηνελόπη / Pênelópê), fille d'Icarios, est l'épouse fidèle d'Ulysse dont elle a un fils, Télémaque. Elle apparaît pour la première fois dans l’Odyssée, où elle est présentée comme l'épouse fidèle par excellence. Elle tient tête aux prétendants qui veulent qu'elle se remarie avec l'un d'eux et elle protège la vie de son fils. Après le retour d'Ulysse, Pénélope, prudente, ruse afin de s'assurer qu'il s'agit bien de son véritable mari. Cette vision du personnage reste la plus influente des versions du mythe présentes chez les auteurs antiques, grecs puis romains.
Après l'Antiquité, Pénélope apparaît fréquemment dans les nombreuses réécritures de l’Odyssée et plus généralement dans les représentations artistiques inspirées par les mythes liés à la guerre de Troie.

## Mythe antique

### Ascendance et jeunesse
Pénélope est la fille du roi de Sparte Icarios chez Homère et Asios de Samos et, à leur suite, tous les auteurs antiques,,, sauf Aristote pour qui le père de Pénélope est Icadios.
Dans sa jeunesse, et à cause de sa grande beauté, Pénélope est demandée par plusieurs princes grecs. Son père, pour éviter les querelles qui auraient pu éclater entre les prétendants, les oblige à en disputer la possession dans des jeux qu'il fait célébrer. Ulysse sortant vainqueur, Pénélope lui est accordée.

### Événements relatés dans l’Odyssée: absence et retour d'Ulysse

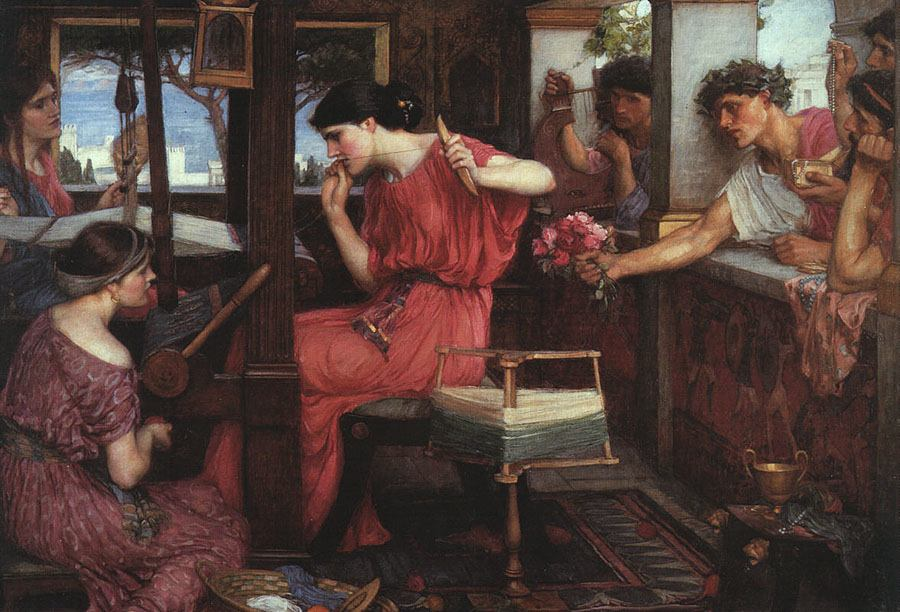
Pénélope et les prétendants, tableau du peintre préraphaélite John William Waterhouse, 1912. Aberdeen Art Gallery (Écosse).

Pendant les vingt années d'absence d'Ulysse, durant et après la guerre de Troie, Pénélope lui garde une fidélité à l'épreuve de toutes les sollicitations. Après la fin de la guerre, quand Ulysse tarde anormalement à revenir et commence à passer pour mort, la beauté et le trône de Pénélope attirent à Ithaque cent quatorze prétendants. Elle sait toujours éluder leur poursuite et les déconcerter par de nouvelles ruses. Pendant la seizième année de l'absence d'Ulysse, Pénélope conçoit une ruse consistant à faire semblant de tisser sur le métier un grand voile, en déclarant aux prétendants qu'elle ne pourra contracter un nouveau mariage avant d'avoir achevé cette tapisserie destinée à envelopper le corps de son beau-père Laërte, quand il viendrait à mourir. Mais elle ne termine jamais sa tapisserie, car elle défait la nuit ce qu'elle a fait le jour. La ruse fonctionne pendant plus de trois ans et permet à Pénélope de duper les prétendants jusqu'à peu avant le retour d'Ulysse.
Pendant la vingtième année d'absence d'Ulysse, la ruse de Pénélope est dévoilée aux prétendants par une de ses servantes. Les prétendants se gorgent de nourriture en pillant chaque jour les réserves du palais. Ils accentuent leur pression sur Pénélope et complotent contre la vie de Télémaque. Pénélope peine à leur résister et désespère de revoir son mari. Finalement, forcée de se prononcer, Pénélope imagine d'obliger les prétendants à s'affronter lors d'une épreuve de tir à l'arc. Dans l'intervalle, Ulysse revient à Ithaque, déguisé en mendiant par la déesse Athéna afin de ne pas être tué par ses ennemis. Les prétendants le conspuent et le malmènent, mais Télémaque et Pénélope l'accueillent avec bonté. Pénélope lui fait donner un bain par la vieille servante Euryclée puis s'entretient avec lui. Ulysse ne se fait pas reconnaître tout de suite, mais encourage Pénélope à garder espoir en affirmant qu'il a eu des nouvelles récentes d'Ulysse et que ce dernier va bientôt revenir.
Le lendemain, Pénélope promet de se remarier avec celui des prétendants qui sera capable de bander l'arc d'Ulysse, puis de tirer une flèche à travers douze fers de hache disposés les uns derrière les autres. Mais aucun prétendant n'arrive ne serait-ce qu'à bander l'arc d'Ulysse. Ce dernier, toujours déguisé en mendiant, demande à participer à l'épreuve. Antinoos, l'un des prétendants les plus autoritaires et les plus brutaux, proteste, mais Pénélope autorise le mendiant à participer. Télémaque lui demande ensuite de retourner dans sa chambre à l'étage, ce qu'elle fait ; prise de chagrin, elle pleure son époux qu'elle croit encore absent. Pénélope n'assiste donc pas à la victoire d'Ulysse à l'épreuve de l'arc, ni au massacre des prétendants pendant lequel Ulysse reçoit l'aide de Télémaque et de deux serviteurs et la protection de la déesse Athéna.
Quand ses servantes viennent lui annoncer que son époux est de retour, Pénélope refuse de le croire, craignant d'avoir affaire à un imposteur. Redescendue dans la grande salle pour s'entretenir avec son supposé mari, elle se montre très réservée et ne lui saute pas au cou pour l'embrasser, ce qui indigne Télémaque. Pénélope déclare à Télémaque qu'elle a mis au point avec son mari des signes secrets qui doivent leur permettre de se reconnaître. Les deux adultes demandent à Télémaque de les laisser seuls. Pénélope emploie alors une nouvelle ruse : elle feint de croire Ulysse, puis elle ordonne à ses servantes d'aller dresser le lit dans leur chambre. Ulysse s'étonne : il se souvient d'avoir lui-même construit un lit inamovible, fermement fixé au tronc d'un arbre qui traverse la chambre nuptiale, et il demande ce qu'est devenu ce lit. Pénélope, qui a menti à dessein, se réjouit en reconnaissant le véritable Ulysse qui, seul, pouvait se souvenir de ce détail. Elle l'accueille alors avec joie. Athéna allonge un peu la durée de la nuit pour l'occasion. Ulysse prévient Pénélope d'une prophétie du devin Tirésias selon laquelle il devra un jour repartir pour un autre voyage afin d'accomplir des rites propitiatoires capables d'apaiser le courroux du dieu Poséidon qu'il a irrité en aveuglant le cyclope Polyphème pendant son voyage. Les servantes ont préparé leur lit dans l'intervalle : les époux se rendent dans leur chambre et font l'amour après tant d'années séparés, ensuite Ulysse raconte ses aventures à Pénélope.

### Après l’Odyssée
La Télégonie, une épopée du cycle troyen aujourd'hui perdue mais connue par des résumés, probablement composée au VIe siècle av. J.-C., racontait la vie d'Ulysse et de Pénélope après la fin de l’Odyssée. Ulysse s'absente pour plusieurs voyages plus courts. De retour à Ithaque, Pénélope vit paisiblement avec lui jusqu'à l'arrivée d'une troupe de marins étrangers naufragés sur la côte, qui essaient de piller l'île sous la direction de leur chef, Télégonos. Ulysse se précipite pour les repousser mais Télégonos le tue à l'aide d'une lance dont la pointe est un dard de raie. Ulysse, agonisant, reconnaît Télégonos qui n'est autre qu'un fils qu'il a conçu avec la magicienne Circé pendant son long voyage. Après la mort d'Ulysse, Télégonos épouse Pénélope.

### Descendance
Dans l’Odyssée, Pénélope n'a qu'un enfant : Télémaque, dont le père est son mari Ulysse. Dans la Télégonie, pendant le second voyage d'Ulysse, Pénélope lui donne un autre fils dont le nom varie selon les auteurs : Ptoliporthès selon la Télégonie ou Poliporthès selon le Pseudo-Apollodore.
Selon une tradition alternative, Pénélope serait la mère du dieu agreste Pan. L'identité du père varie selon les auteurs. Elle conçoit Pan avec Apollon selon un fragment de poème retrouvé du poète archaïque Pindare,. Plusieurs auteurs dont les Grecs Hérodote et le Pseudo-Apollodore et les auteurs romains Hygin et Cicéron indiquent Hermès comme père de Pan. L'historien grec hellénistique Douris de Samos et le commentateur de Virgile Servius affirment qu'en l'absence d'Ulysse, Pénélope dort avec l'ensemble de ses prétendants et conçoit ainsi le dieu Pan. Servius précise qu'Ulysse, à son retour, trouve l'enfant monstrueux, s'enfuit et reprend ses voyages. Théocrite, au début de son poème Syrinx, semble dire que Pénélope a conçu Pan avec Ulysse lui-même.
Chez l'auteur romain Hygin, Pénélope et Télégonos ont un fils, Italus, qui devient le héros éponyme de l'Italie.

### Mort
La Télégonie, telle que nous la connaissons par le résumé qu'en fait Proclos, donnait des informations sur le destin de Pénélope. Après la mort d'Ulysse, Télégonos, son fils parricide involontaire, part pour l'île de Circé avec le cadavre, en emmenant aussi Pénélope et Télémaque. Là, Circé marie Pénélope et Télégonos, puis elle les rend immortels. Le Pseudo-Apollodore donne un récit très proche mais avec une différence : selon lui, Circé envoie Pénélope et Télégonos jusqu'aux îles des Bienheureux. Dans les deux cas, Pénélope et son second mari connaissent une fin heureuse, différente du sort habituel des mortels.
Pausanias le Périégète rapporte dans sa Périégèse une tradition locale de la cité grecque de Mantinée, en Arcadie. On montrait, non loin de cette cité, un monticule de terre qui passait pour être la tombe de Pénélope. Selon cette version du mythe, Ulysse, à son retour de la guerre de Troie, découvre que Pénélope lui a été infidèle et la bannit. Pénélope se rend alors à Sparte, sa ville natale, puis elle s'installe à Mantinée où elle reste jusqu'à sa mort.

## Étymologie
L'étymologie de « Pénélope » est discutée depuis l'Antiquité. Selon Eustathe de Thessalonique, « son nom vient du fait de saisir la trame (πηνιον ελειν / pênion elein) ». D'autres philologues classiques tendent à considérer que le nom vient de πηνέλοψ / pênélops, qui désigne une espèce de canard ou d'oie sauvage. Des scholies de Pindare et de Lycophron relatent que Pénélope aurait été jetée à la mer par ses parents ; des pénélopes l'ayant sauvée et la leur ayant ramenée, ils l'auraient alors élevée. Didyme relate un épisode similaire où Pénélope aurait été jetée à la mer par Nauplios pour venger la mort de son fils Palamède. Certains auteurs en ont conclu que Pénélope était une divinité ancienne en forme d'oiseau, mais il n'existe aucune preuve en la matière, d'autant qu'il était courant de donner aux femmes des noms d'oiseau.

## Représentation dans les arts pendant l'Antiquité

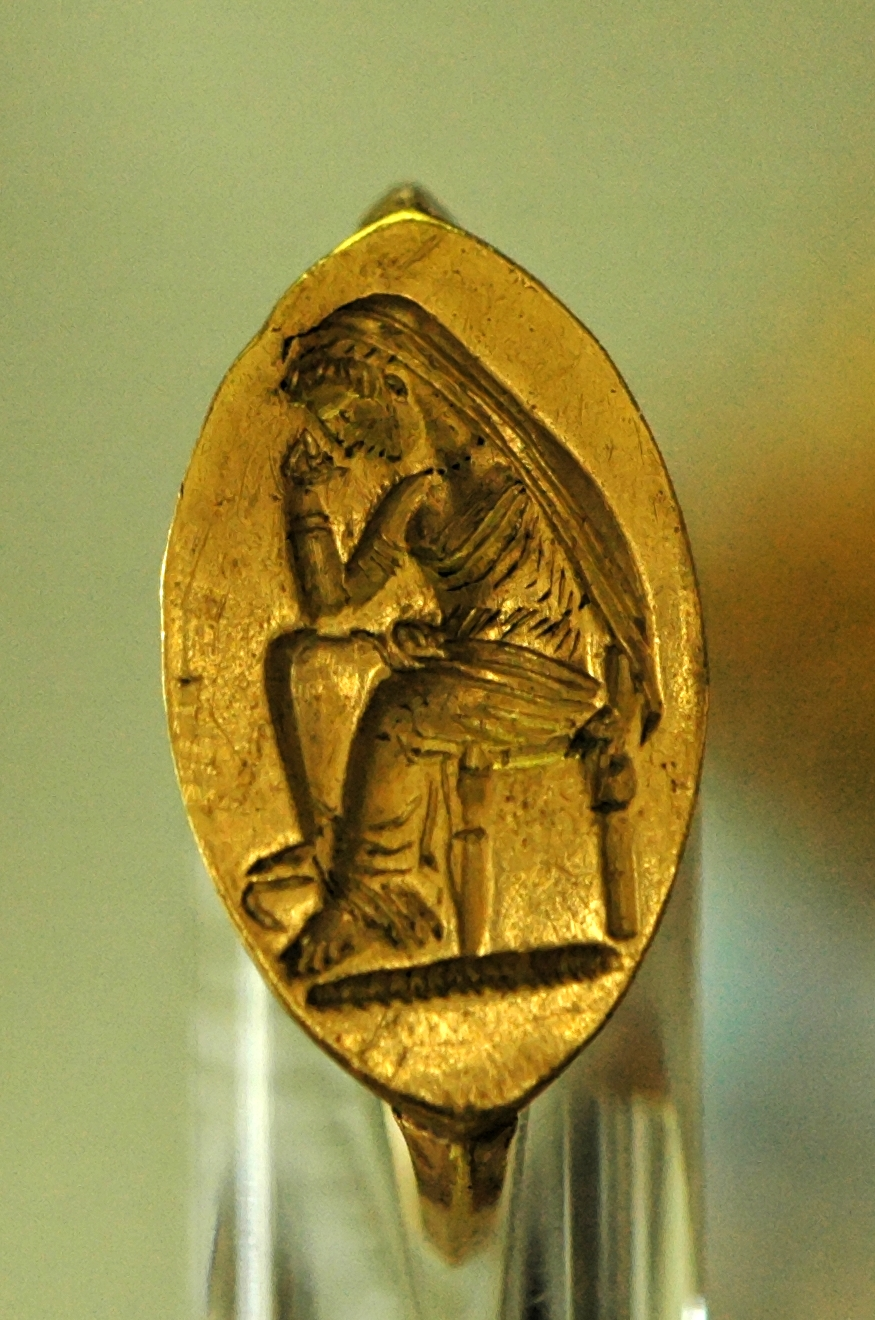
Anneau d'or décoré d'une intaille montrant Pénélope en train d'attendre Ulysse. Syrie, dernier quart du Cabinet des Médailles, Paris.

### Iconographie grecque
Pénélope apparaît dans la céramique grecque antique de l'époque classique. Un skyphos attique à figures rouges provenant de Chiusi (en Italie) et datant d'environ 430 av. J.-C. montre d'un côté Pénélope triste en compagnie de son fils Télémaque, et, de l'autre, Ulysse reconnu par la servante Euryclée. Sur la face A, la scène montre Pénélope assise sur un siège devant son métier à tisser, tournée vers la gauche. Elle porte une robe longue et a la tête couverte par un pli de son vêtement. Elle s'accoude du bras droit au bras du siège, repose sa tête sur sa main et a la tête baissée avec une expression triste. Sur la gauche, Télémaque, tourné vers la droite, regarde Pénélope ; vêtu d'une tunique qui couvre son épaule gauche et laisse voir l'épaule droite ainsi qu'une partie de sa poitrine, il tient trois lances dans sa main gauche et appuie sa main droite contre sa hanche. Derrière les deux personnages, le métier à tisser, plus haut qu'eux, montre dans sa partie supérieure deux toiles inachevées, tandis que, dans la partie inférieure, seuls les fils de la chaîne ont été mis en place (la trame n'est pas encore tissée). La face B montre Ulysse reconnu par la vieille servante Euryclée qui reconnaît un signe particulier du héros pendant qu'elle lui donne un bain de pieds. Le peintre de ce vase a été nommé « Peintre de Pénélope » en référence à la scène de la face A. Le vase est conservé au Museo Civico de Chiusi sous la référence Chiusi 1831.
Pénélope apparaît également dans l'orfèvrerie grecque antique. Elle est notamment représentée sur des bagues en or à l'époque classique. Elle y est reconnaissable à ses vêtements (une robe longue, dont le drapé couvre ses jambes et dont un pan est replié sur sa tête) et à sa posture : assise, la tête penchée et appuyée contre une de ses mains. Elle apparaît ainsi, par exemple, sur une intaille ornant une bague en or du dernier quart du Ve siècle avant J.-C., conservée à la Bibliothèque nationale de France au cabinet des médailles, à Paris. Certaines interprétations hésitent entre Pénélope et la déesse Astarté dans l'identification du personnage.

### Inscriptions grecques
Dans les épigrammes funéraires grecques, qui reflètent les valeurs dominantes de la société grecque, les références implicites ou explicites à Pénélope sont extrêmement nombreuses : la majorité des défuntes sont présentées comme des épouses et mères modèles, et elles sont comparées à Pénélope en termes de sagesse, de retenue et de travail domestique. Les femmes vantées pour leurs dons artistiques et comparées aux Muses, ou bien vantées pour leur seule beauté et placées sous le signe d'Aphrodite, sont très minoritaires. Pénélope y apparaît comme une figure liée au travail de la laine, à l'instar de la déesse Athéna. Elle peut aussi incarner l'amour conjugal par sa résistance au remariage, ce qui permet de faire allusion à un sentiment amoureux entre époux, dans une société où le mariage d'amour n'est pas la règle. Le fait d'être égalée ou assimilée à Pénélope constitue l'éloge ultime pour une femme.

### Littérature romaine
Le poète Ovide imagine dans ses Héroïdes une lettre envoyée par Pénélope à Ulysse (c'est la première lettre du recueil). Pénélope y apparaît comme le modèle de l'épouse aimante et fidèle, qui espère le retour de son mari, mais sa lettre laisse comprendre ses doutes et ses craintes sur la fidélité de son mari et les raisons de sa lenteur à rentrer chez lui. Le poète Properce mentionne Pénélope dans plusieurs de ses élégies. Le dramaturge Plaute mentionne Pénélope dans les premiers vers de sa pièce Stychus. Pénélope apparaît également chez les poètes Horace, Martial et Stace.

### Arts figurés romains
Les arts figurés romains, influencés par l'art grec, en reprennent de nombreuses figures mythologiques, dont celle de Pénélope.

## Analyses du mythe antique

### L'épouse modèle
Dans l’Odyssée, Pénélope est d'abord définie par ses relations familiales : fille d'Ikarios, épouse d'Ulysse et mère de Télémaque. Au début de l'épopée, elle est caractérisée par son chagrin, ses souvenirs et ses regrets en l'absence d'Ulysse. L'épopée évoque à quatre reprises son « cœur endurant » (« τετληότι θυμῷ », tétlèoti thumôi) capable de supporter les épreuves, expression également employée à deux reprises pour parler de son mari Ulysse. Elle ne quitte pas le palais et passe le plus clair de son temps à l'étage, dans ses appartements, bien qu'il lui arrive de descendre dans la grande salle au rez-de-chaussée, là où se trouvent les prétendants et Télémaque. Elle se montre à plusieurs reprises obéissante envers son fils, quand ce dernier lui ordonne de remonter dans sa chambre aux chants I et XXI.
Mais Pénélope prend également des initiatives. Elle se montre aux prétendants au chant IV où elle insulte Antinoos, le chef des prétendants, et lui reproche de comploter l'assassinat de Télémaque ; elle se montre à eux une seconde fois au chant XVIII. Au chant XVII, elle ordonne au bouvier Eumée de faire venir dans sa chambre le mendiant (Ulysse déguisé) pour l'interroger et voir s'il aurait des nouvelles de son mari disparu : elle s'entretient longuement avec lui au chant XIX. Elle prend également l'initiative du concours de tir à l'arc au chant XXI, idée qui lui est soufflée par Athéna : elle se rend elle-même dans la salle du trésor pour chercher l'arme, expose les règles du concours et en supervise la mise en place par son serviteur Eumée. Mais lorsqu'elle intervient pour tenter d'autoriser le mendiant à participer à l'épreuve, elle est renvoyée dans sa chambre par Télémaque, qui se charge lui-même d'autoriser Ulysse déguisé à participer, ce qui marque le début du massacre des prétendants. Enfin, elle ne suit pas les avis de ses servantes ni de Télémaque qui sont convaincus que c'est bien Ulysse qui est de retour : elle prend le temps de s'assurer par elle-même qu'il est bien son véritable mari. Après leurs retrouvailles, Ulysse et Pénélope reprennent leurs rôles traditionnels d'époux et d'épouse : il la charge de veiller sur les richesses que les prétendants n'ont pas dilapidées pendant que lui-même envisage d'aller faire des razzias pour compenser les pertes subies par ses troupeaux pendant que les prétendants dévoraient ses biens.
L’Odyssée donne donc de Pénélope l'image d'une épouse modèle, qui se plie au rôle traditionnel de l'épouse dans le monde grec. Au chant XXIV, l'ombre d'Agamemnon, aux Enfers, fait l'éloge de « l'irréprochable Pénélope » qu'il qualifie de « femme de bien » et estime qu'Ulysse, en l'épousant, a fait l'acquisition d'une « grande vertu ».

### Les ruses de Pénélope

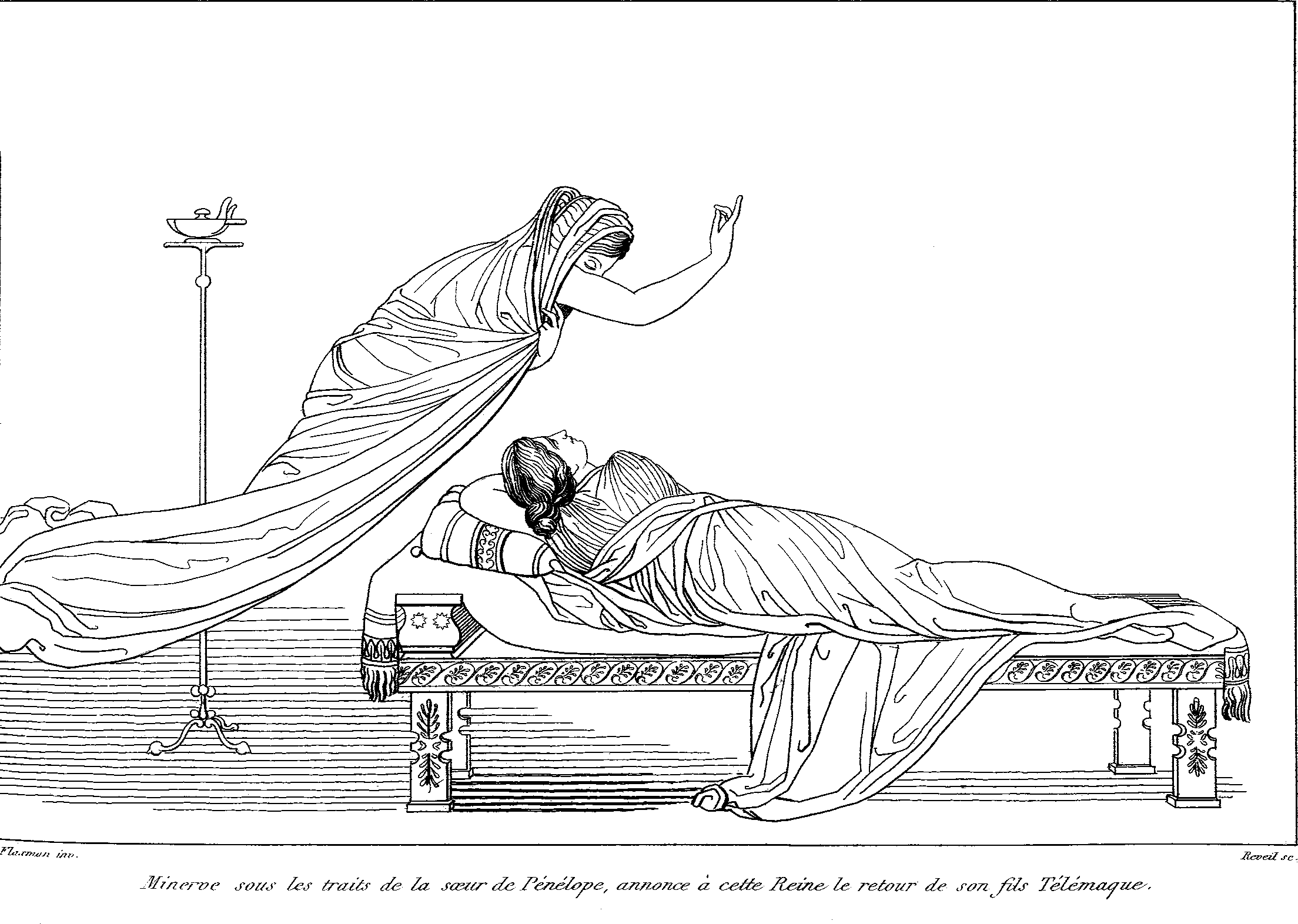
Illustration de l'Odyssée : Athéna, sous la forme de sa sœur Iphthimé, annonce le retour de Télémaque à Pénélope, John Flaxman, 1810

L’Odyssée emploie à propos de Pénélope les épithètes homériques « περίφρων » (périphrôn) (50 occurrences) et « ἐχέφρων » (ékhéphrôn) (8 occurrences) qui signifient « sage ». Au chant II, le prétendant Antinoos, après avoir relaté la ruse du tissage, affirme que :
« [Pénélope compte] sur les dons qu'Athéna lui a prodigués,

l'art des très beaux ouvrages, la noblesse des pensées

et cette astuce dont on ne pourra trouver l'égale

chez aucune des femmes aux belles boucles de jadis,

ni Tyro, ni Alcmène, ni Mycènes endiadémée,

car aucune d'entre elles n'eut jamais l'intelligence

de Pénélope ».
Suzanne Saïd estime que l'épopée conçoit Pénélope comme une figure féminine capable de servir de pendant à « l'astucieux Ulysse ». Selon elle, Pénélope se montre l'égale d'Ulysse par la méfiance et l'endurance. Selon Françoise Frontisi-Ducroux, Pénélope est dotée de la mètis (« μήτις »), l'intelligence rusée, tout comme Ulysse ; elle la déploie tant dans la ruse du tissage et du détissage que dans le « test du lit » où elle vérifie l'identité d'Ulysse en se reportant à son travail de charpentier (puisque c'est lui qui a fabriqué leur lit nuptial).
La ruse de Pénélope consistant à tisser le jour et défaire la nuit le linceul de Laërte, a donné lieu à plusieurs analyses divergentes. Selon Mactoux, les ruses de Pénélope se différencient de celles d'Ulysse par leur manque d'efficacité : dès lors que les prétendants découvrent la ruse, Pénélope en revient à son point de départ et la ruse n'a servi à rien. Selon Scheid et Svenbro, l'activité du tissage est ici mobilisée dans son rôle prénuptial : l'acte répété consistant à faire et défaire la toile symbolise les hésitations de Pénélope devant l'éventualité de se remarier avec l'un des prétendants. D'autres commentateurs estiment au contraire que la ruse est bel et bien efficace. Pour Alain Christol, la ruse de Pénélope fonctionne bel et bien : elle cherche simplement à gagner du temps pour permettre à son mari de revenir. Françoise Frontisi-Ducroux indique que Pénélope est « la seule femme, mis à part la déesse [l'auteure fait allusion à Athéna], qui métaphorise les beaux travaux en les appliquant à l’art de la ruse ».

## Postérité dans les arts après l'Antiquité

### Littérature

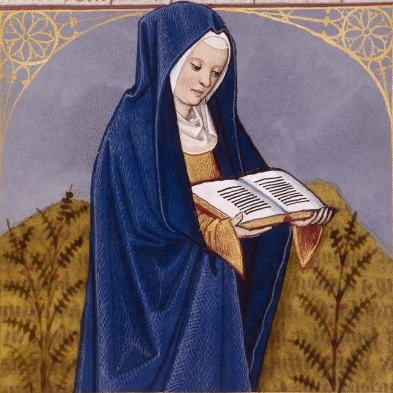
Pénélope sur une miniature illustrant le traité De muleribus claris (Les femmes célèbres) de Boccace (manuscrit Français 599, Bibliothèque nationale de France). Le traité et son illustration mettent en avant Pénélope comme l'image de l'épouse chrétienne discrète et obéissante.

Dans l'Europe de la Renaissance, en particulier dans l'Angleterre du XVIe siècle et du règne de la reine Élisabeth Ire (de 1588 à 1603), Pénélope est citée dans la littérature édifiante à l'usage des femmes en tant qu’exemplum, un exemple moral offrant un modèle des qualités attendues d'une bonne épouse. Des ouvrages comme la Mythologie ou explication des fables de Natale Conti (1551), le De Claris Mulieribus de Boccace ou Penelopes Web, de Robert Greene (paru en 1587, où Pénélope est comparée à un « miroir cristallin de perfection féminine ») mettent en avant sa fidélité et sa sagesse au détriment d'autres aspects du personnage qui apparaissent dans l’Odyssée, comme sa ruse. Ils ne mentionnent d'ailleurs le tissage que comme activité manuelle féminine, sans le relier à la ruse consistant à détisser la toile, et encore moins aux mensonges de Pénélope visant à duper les prétendants. Le tournant du XVIIe siècle et la fin du règne d'Élisabeth coïncident avec une remise en cause des exemples moraux antiques : certaines références à Pénélope commencent à remettre en doute sa fidélité, ou bien à présenter son attitude comme un excès à éviter plutôt que comme un exemple à suivre. Shakespeare fait ainsi une brève référence à Pénélope dans sa tragédie Coriolan, où Virgilia, qui refuse de sortir et veut rester à coudre tant que son mari ne sera pas rentré, se fait reprocher par Valeria son entêtement à vouloir « être une autre Pénélope ».

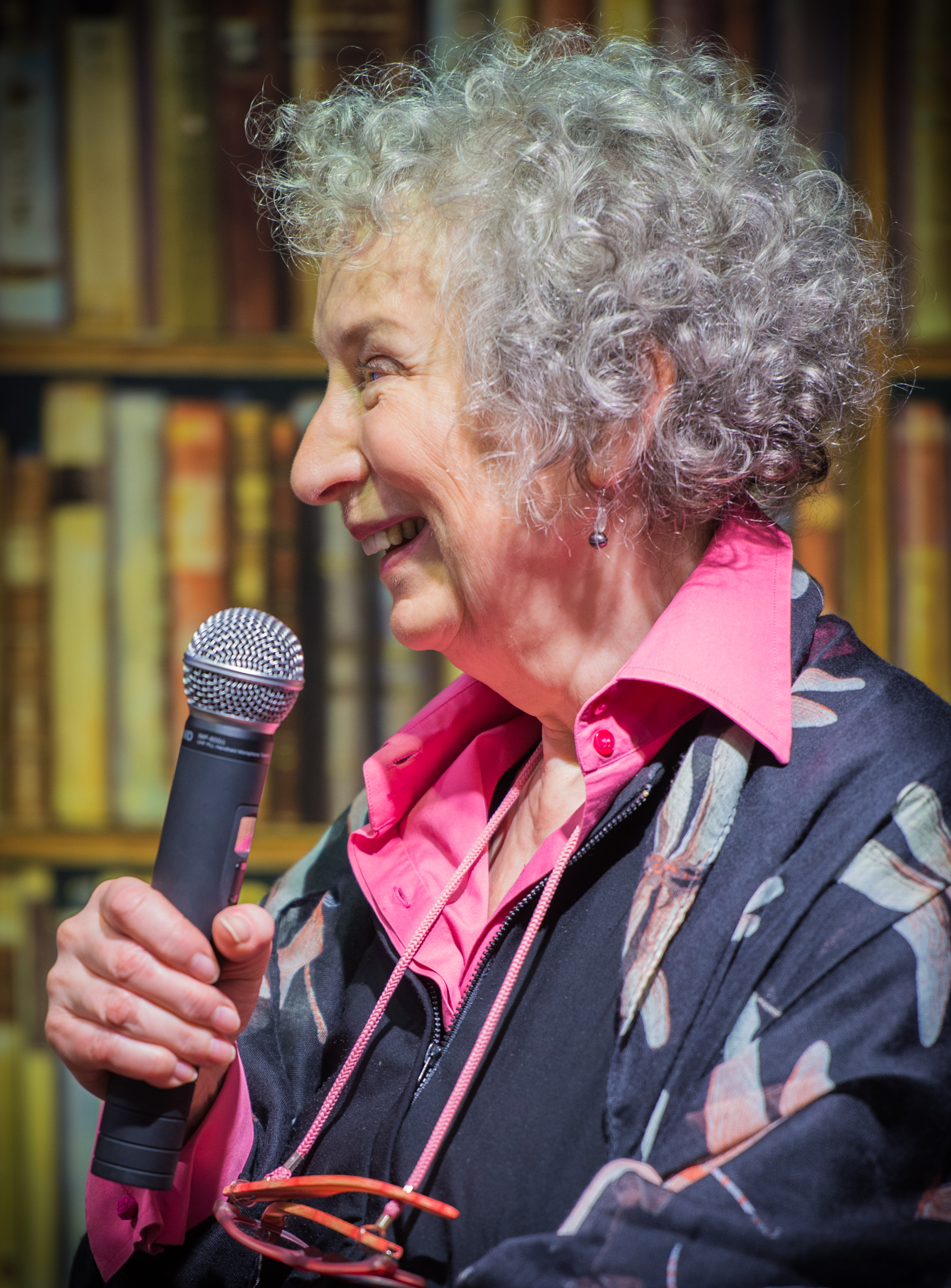
L'écrivaine canadienne Margaret Atwood publie en 2005 L'Odyssée de Pénélope (The Penelopeiad) qui fait partie des réécritures féministes de l’Odyssée.

En France, en 1684, l'abbé Charles-Claude Genest crée une tragédie Pénélope où il décrit l'héroïne comme pleine de pudeur ; l'esthétique de la pièce a pour but de plaire au parti religieux proche de Bossuet. Il emprunte au genre poétique de l'élégie pour travailler le motif des larmes, en faisant du chagrin de Pénélope l'un des grands enjeux de sa pièce. Il avance le moment de la reconnaissance entre les époux avant le massacre des prétendants : ce n'est qu'une fois les époux réunis et le chagrin de Pénélope dissipé qu'Ulysse peut reprendre son trône par la force.
Au XXe siècle, Pénélope figure dans de très nombreuses réécritures de l’Odyssée qui instaurent un jeu de ressemblances et de différences avec l'épopée antique. Dans le roman de l'écrivain irlandais James Joyce Ulysse, paru en 1922, le couple formé par Molly et son mari Léopold Bloom renvoie au couple mythologique de Pénélope et d'Ulysse. Le treizième et dernier chapitre du roman met en avant Molly, dont les pensées sont détaillées sous forme de monologue. Dans son roman Naissance de l'Odyssée, paru en 1930, l'écrivain français Jean Giono imagine le retour d'un Ulysse peureux. Pénélope a pris des amants parmi les prétendants et elle vit avec Antinoüs en dilapidant les richesses de son mari absent. Ulysse, par vantardise, se présente dans une auberge comme un homme qui a connu Ulysse et il commence à se prêter à lui-même toutes sortes d'aventures aussi extraordinaires que fausses. Au fil des étapes, il brode de plus en plus sur son récit, et finit par revenir chez lui précédé d'une réputation largement idéalisée. Antinoüs meurt par hasard en tombant d'une falaise et Pénélope accueille son mari en feignant de lui avoir toujours été fidèle.
Le personnage de Pénélope donne aussi lieu à des réécritures d'inspiration féministe. Aux XXe et XXIe siècles, plusieurs auteurs conçoivent des réécritures de l’Odyssée en choisissant Pénélope comme personnage principal, voire en adoptant son point de vue, souvent en s'intéressant à sa vie à Ithaque pendant l'absence d'Ulysse et à la façon dont elle parvient à résister à ses prétendants. En 1952, le dramaturge espagnol Antonio Buero Vallejo publie la pièce La tejedora de sueños (La Tisseuse de rêves) qui met en scène l'attente de Pénélope. La poétesse galicienne Xohana Torres consacre son poème Pénélope à l'héroïne, dans une perspective féministe. À partir de la seconde moitié du XXe siècle, plusieurs poétesses d'Amérique centrale s'approprient la figure de Pénélope dans leurs écrits. Parmi elles, la poétesse salvadorienne Claribel Alegría réinvente complètement Pénélope dans son poème Carta a un desterrado (paru pour la première fois dans le recueil Variaciones en clave de mi en 1993) en subvertissant ses deux qualités antiques, la fidélité et la sagesse : Pénélope écrit à Ulysse pour lui indiquer qu'elle l'a remplacé, en contestant le carcan où les coutumes grecques l'enfermaient. Dans son roman Ithaque pour toujours (Itaca per sempre), paru en 1997, l'écrivain italien Luigi Malerba fait alterner les voix narratives d'Ulysse et de Pénélope et confère une grande importance à cette dernière : il considère qu'au retour d'Ulysse, Pénélope l'a tout de suite reconnu en dépit de son déguisement de mendiant, mais qu'elle a fait semblant de ne se douter de rien et de se méfier de lui pour lui faire payer ses aventures amoureuses. En 2005, l'écrivaine canadienne Margaret Atwood publie L'Odyssée de Pénélope (The Penelopiad), une autobiographie narrée aux Enfers par l'âme de Pénélope et de douze de ses servantes ; le roman imagine la vie de Pénélope depuis son enfance jusqu'à sa mort,. En 2012, Nunia Barros publie Nostalgia de Odiseo (Nostalgie d'Ulysse). En 2014, Tino Villanueva publie So Spoke Penelope (Ainsi parlait Pénélope),.
Pénélope apparaît dans la série de bandes-dessinées pour la jeunesse Télémaque écrite par Kid Toussaint et dessinée par Kenny Ruiz, parue chez Dupuis dès 2018.

### Peinture et sculpture
Dès le Moyen Âge, de nombreux tableaux prennent pour sujets des passages de l’Odyssée pour représenter Pénélope. Plusieurs la montrent en train de tisser, seule ou en compagnie de ses servantes. En 1912, le peintre préraphaélite britannique John William Waterhouse peint Pénélope et les prétendants, tableau montrant Pénélope occupée à filer la laine en refusant de prêter attention aux prétendants qui tentent d'attirer son attention par la fenêtre du palais.
D'autres peintres montrent la ruse du linceul tissé le jour et défait en secret chaque nuit. Vers 1575-1585, le peintre italien Leandro Bassano peint une Pénélope montrée seule à son métier en train de défaire secrètement la toile à la lumière d'une chandelle. En 1785, Joseph Wright of Derby peint le même sujet sur Penelope Unravelling Her Web by Lamp Light (Pénélope défaisant sa toile à la lumière d'une lampe), où Pénélope s'emploie à sa ruse tout en veillant sur le sommeil du jeune Télémaque. Sur ce tableau, le métier à tisser et le linceul en cours de tissage ne sont pas montrés : seule une pelote de fil que Pénélope réenroule symbolise la ruse. Sur la gauche, près de Pénélope, est assis Argos, le chien qui, dans l’Odyssée, est le premier à reconnaître Ulysse à son retour malgré son déguisement. Le tiers droit du tableau est occupé par une statue de guerrier appuyé sur sa lance qui reste en grande partie dans la pénombre : elle rappelle le souvenir d'Ulysse absent. Pénélope est également représentée par d'autres peintres préraphaélites comme Dante Gabriel Rossetti et John Roddam Spencer Stanhope.
L'attente de Pénélope est le sujet d'autres toiles. Vers 1514, l'Italien Domenico Beccafumi peint Pénélope qui montre l'héroïne debout, le fuseau à la main, près d'une colonne du palais d'Ithaque, regardant vers l'horizon avec confiance. En 1724, le peintre français Louis Jean François Lagrenée représente Pénélope lisant une lettre d'Ulysse : Pénélope, installée à une table richement décorée sur une terrasse du palais, lit une lettre sous le regard d'un serviteur et d'un jeune garçon aux allures d'Éros.
Les différentes étapes des retrouvailles entre Pénélope et Ulysse sont aussi représentées à plusieurs reprises. Au XVIIIe siècle, le peintre Johann Heinrich Wilhelm Tischbein peint un Ulysse et Pénélope montrant le face à face entre Pénélope et Ulysse déguisé en mendiant méconnaissable, tel qu'il est mis en scène dans l'épopée homérique. Angelika Kauffmann peint en 1772 Pénélope éveillée par Euryclée, tableau montrant la vieille servante Euryclée sur le point de réveiller Pénélope. Le tableau s'inspire du chant XXIII de l’Odyssée, lorsque la servante tire Pénélope du sommeil où l'avait plongée la déesse Athéna pendant toute la durée du combat entre Ulysse et les prétendants. Vers 1508-1509, le Pinturicchio peint un tableau montrant Pénélope dans le palais installée à son métier à tisser et faisant face à plusieurs hommes qui entrent dans le palais, tandis qu'à l'horizon est visible un navire. Le tableau est interprété soit comme le retour d'Ulysse, soit comme une confrontation entre Pénélope et ses prétendants. En haut à gauche du tableau, l'arc et le carquois d'Ulyse sont suspendus à l'un des montants du métier à tisser : ils rappellent l'épreuve du tir à l'arc. En 1563, Le Primatice, peintre maniériste italien, peint un Ulysse et Pénélope montrant les deux époux assis dans leur lit, probablement après leurs retrouvailles.
En sculpture, le thème de l'attente de Pénélope a été travaillé longuement par Antoine Bourdelle, qui a produit de nombreuses versions de 1905 à 1912 (thème de la Grande Pénélope).

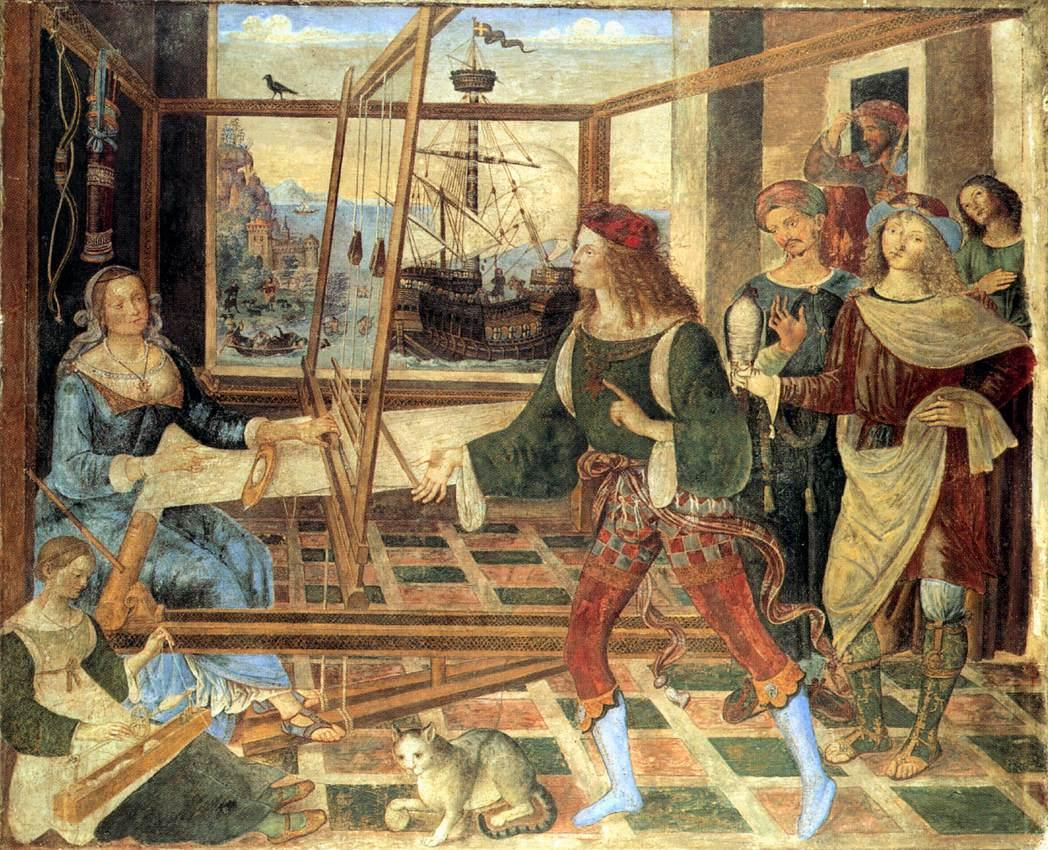
Le Retour d'Ulysse du Pinturicchio, 1508-1509. National Gallery.
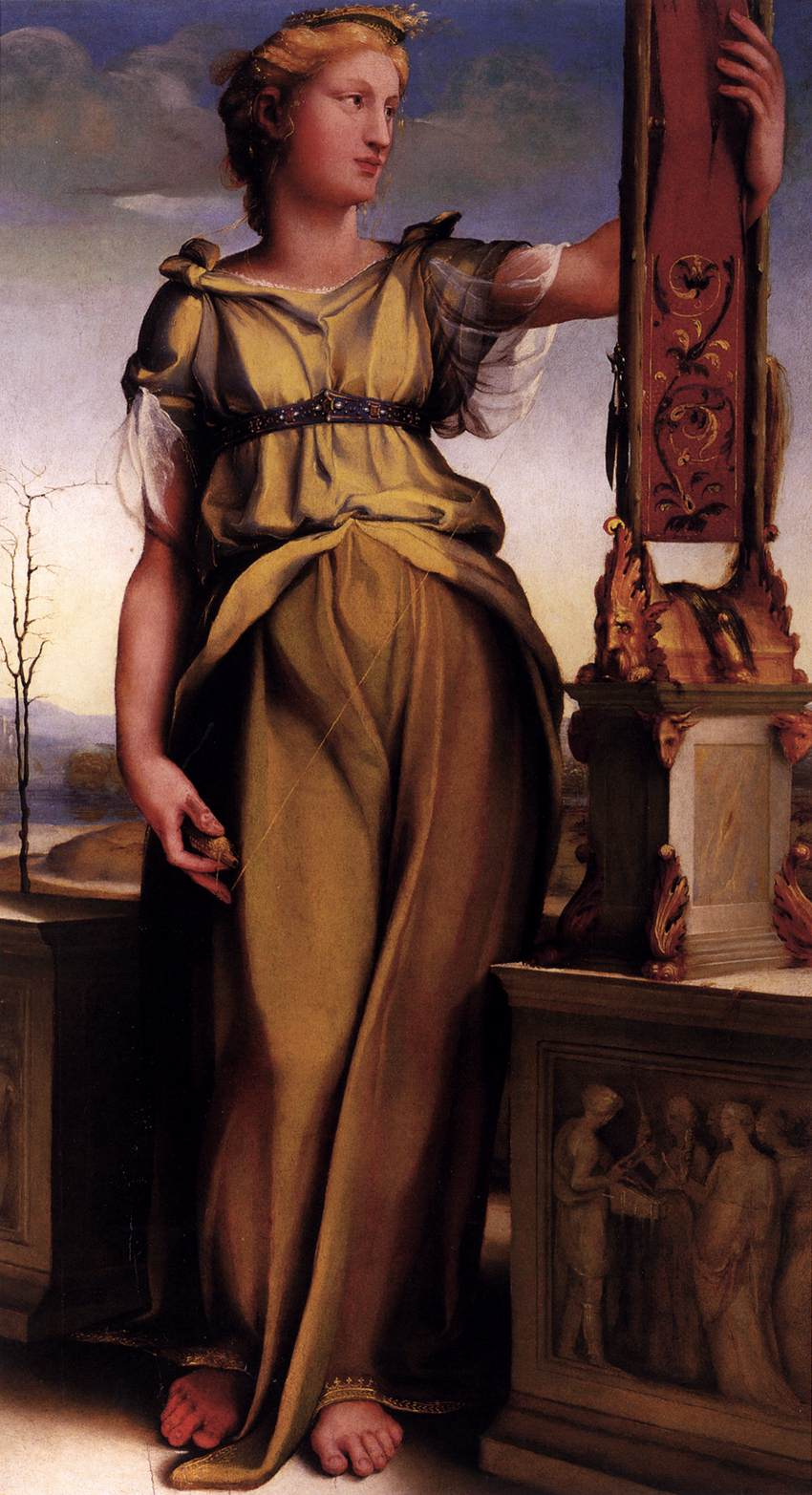
Domenico Beccafumi, Pénélope, huile sur panneau, vers 1514.
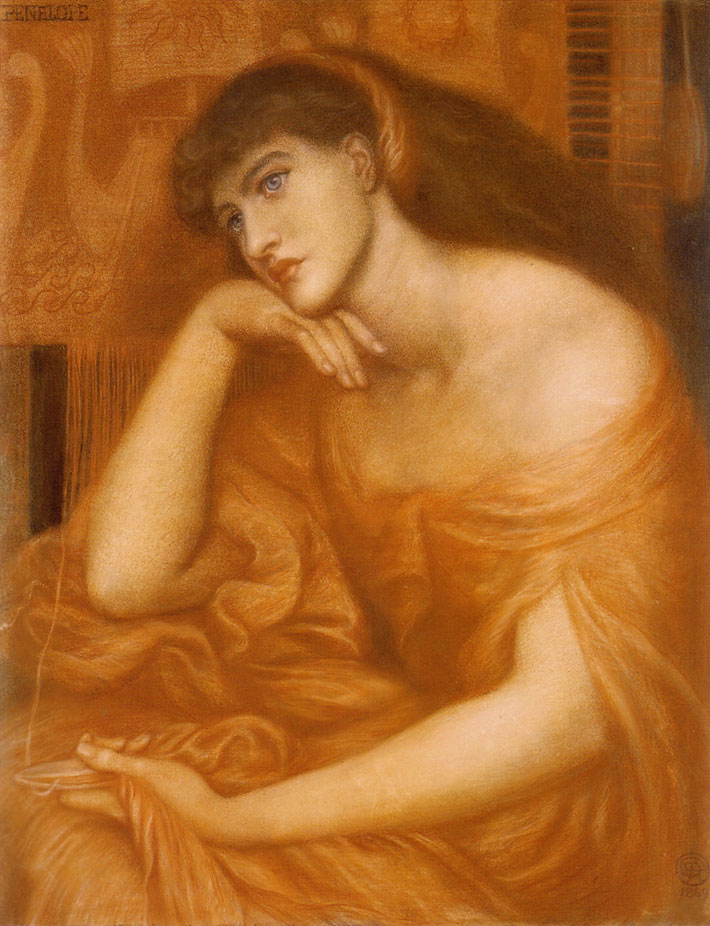
Pénélope vue par le peintre préraphaélite Dante Gabriel Rossetti en 1869.
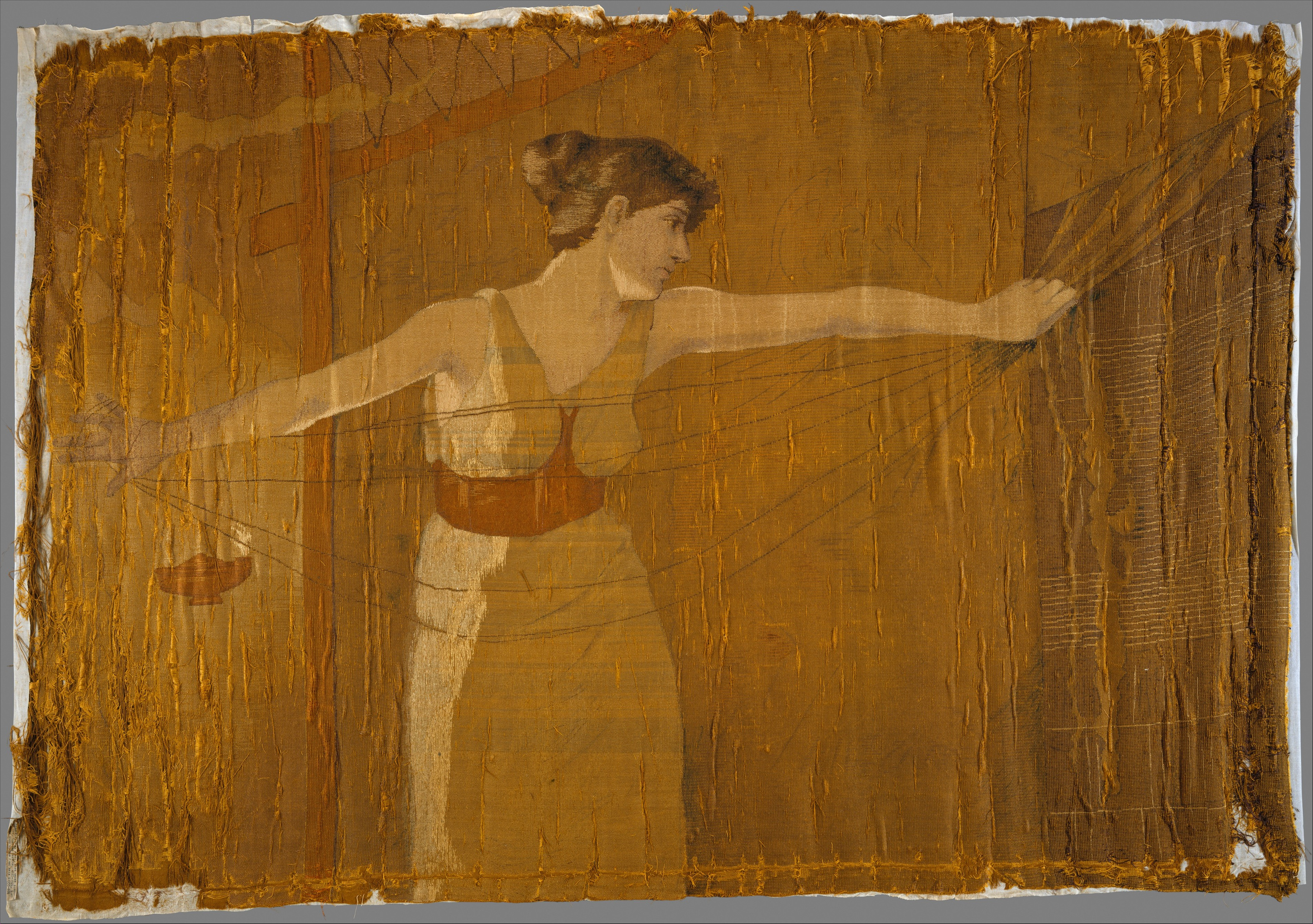
Pénélope défaisant son travail la nuit, Dora Wheeler Keith, panneau brodé, 1886.
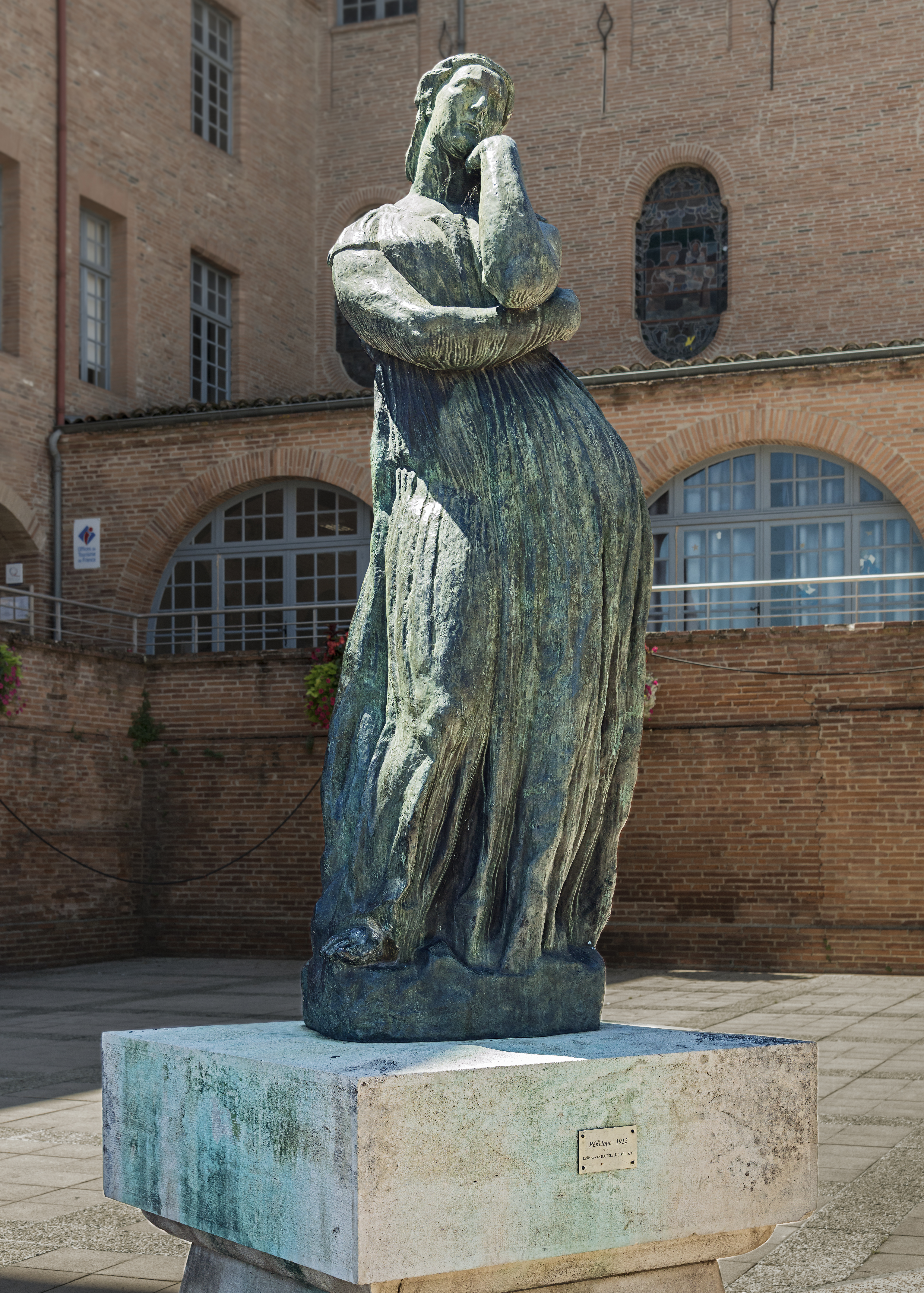
Pénélope, sculpture en bronze par Bourdelle (1912). Montauban.
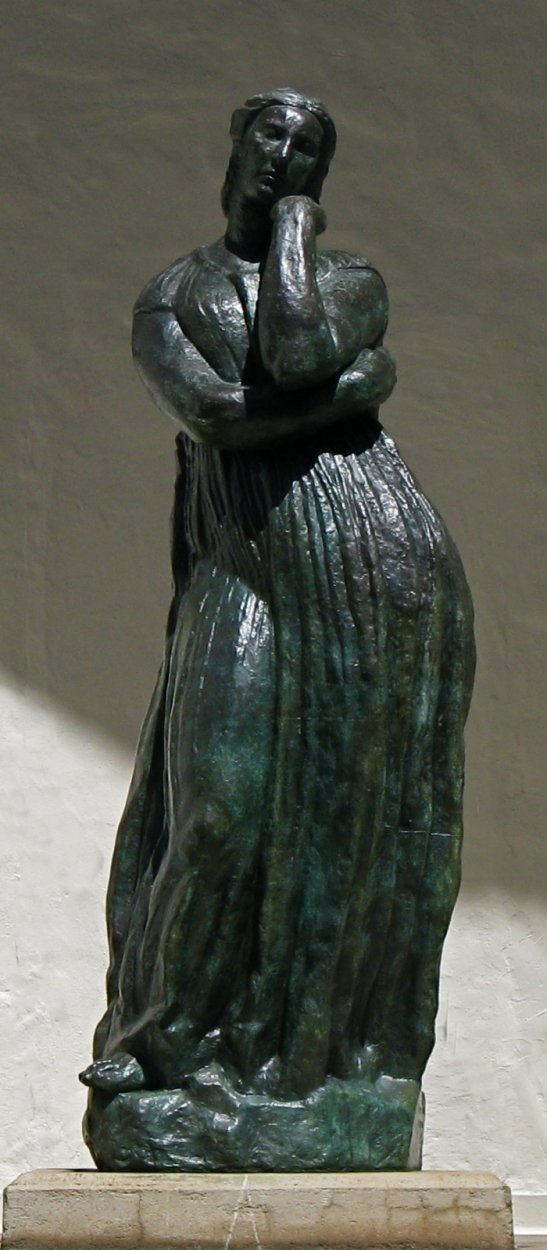
Autre version sur Pénélope par Bourdelle. Honolulu.

### Sculpture
Plusieurs sculpteurs réalisant des statues de Pénélope qui la montrent généralement en train d'exprimer, par sa posture, son attente du retour d'Ulysse. En 1873, le sculpteur Leonidas Drosis (en) sculpte une Pénélope vêtue d'une ample robe, d'un diadème et d'un voile, assise sur un siège, tenant en main son fuseau et son fil, mais se laissant un peu aller en arrière et regardant dans le vague, comme plongée dans ses pensées. En 1896, Franklin Simmons sculpte une Pénélope en marbre également assise sur un siège. Aux XIXe et XXe siècles, le sculpteur français Antoine Bourdelle sculpte une Pénélope debout appuyant sa joue contre l'une de ses mains, le regard dans le vague.

### Musique
Pénélope apparaît comme personnage principal dans l'opéra de Claudio Monteverdi Il ritorno d'Ulisse in patria (Le retour d'Ulysse dans sa patrie) créé à Venise en 1640. Elle est aussi l'héroïne de plusieurs opéras : Pénélope de Niccolò Piccinni (créé en 1785) et Pénélope de Gabriel Fauré (en 1913).
Dans son album Les Funérailles d'antan en 1960, le chanteur français Georges Brassens a composé une chanson intitulée Pénélope, où il évoque l'ambiguïté de Pénélope probablement tentée de prendre des amants en l'absence d'Ulysse. Les frères Jacques, dans l'album Mythologie en 1979, composent une autre chanson Pénélope qui aborde le même thème.

### Cinéma
Pénélope apparaît en tant que personnage secondaire dans la plupart des péplums inspirés de l’Odyssée. Dans Ulysse de Mario Camerini, film italien sorti en 1954, Pénélope est jouée par Silvana Mangano et apparaît pugnace contre les prétendants qui tentent de la séduire. Dans le même film, la même actrice interprète aussi la magicienne Circé qui tente de séduire et d'ensorceler Ulysse pendant son voyage de retour.
D'autres films utilisent les allusions à Pénélope et à son mythe pour en effectuer des réécritures. Dans The Love of Penelope, court-métrage muet réalisé par Francis J. Grandon en 1913, l'histoire se déroule dans un décor contemporain aux États-Unis. Penelope Blair, fiancée à un prétendant prometteur, est victime d'un accident de la route qui la laisse en apparence handicapée à vie. Son fiancé choisit ce moment pour rompre leurs fiançailles, mais Penelope retrouvera l'amour véritable auprès d'un autre homme. Dans le film O'Brother des frères Coen, film américain sorti en 2000 qui s'inspire librement de l’Odyssée et en transpose les péripéties sous une forme humoristique dans les États-Unis des années 1920-1930, Pénélope devient Penny, une femme au caractère bien trempé. Son mari, Ulysses Everett, a quitté la maison non pas pour partir à la guerre mais parce qu'il a été condamné au bagne pour exercice illégal des fonctions d'avocat. Penny a divorcé et est fiancée à un autre homme. À son retour, Ulysses Everett a le plus grand mal à la convaincre qu'il n'est pas un bon à rien.

### Télévision

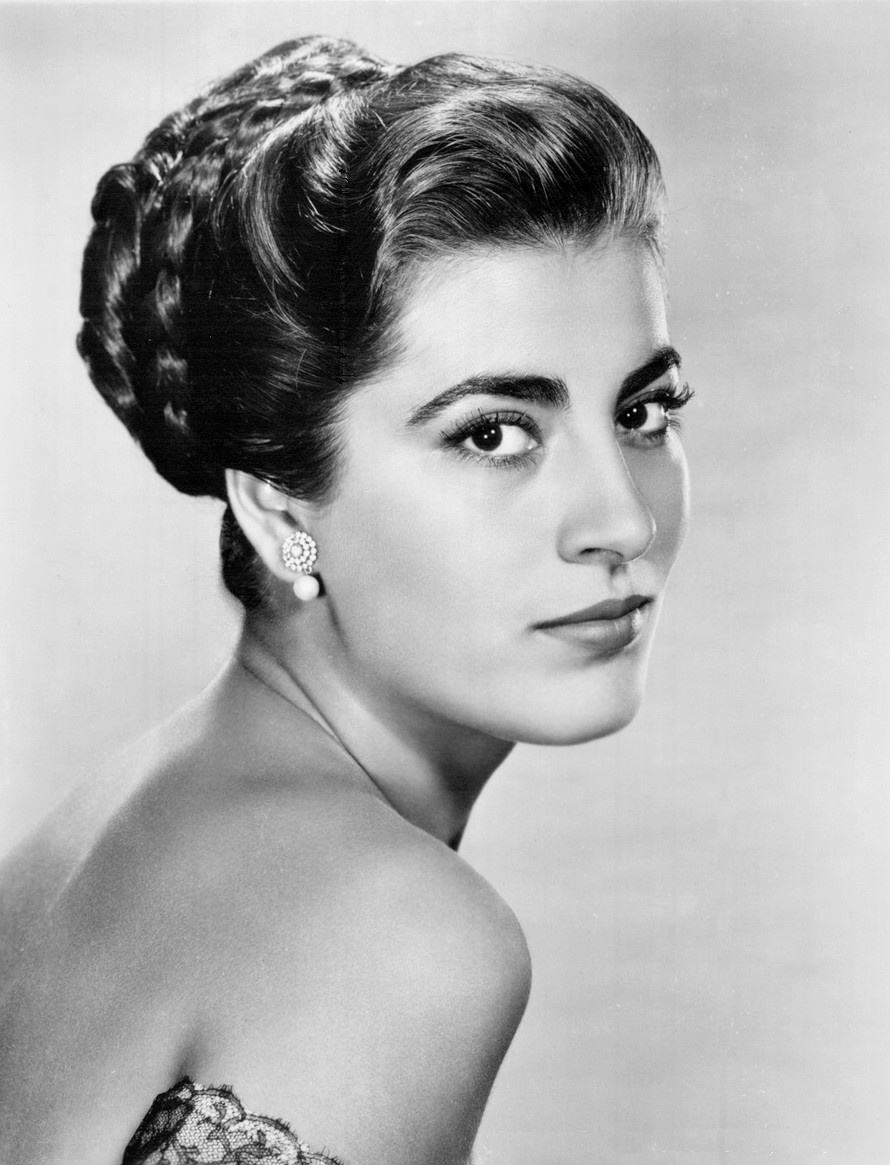
L'actrice grecque Irène Papas (ici en 1956) incarne l'héroïne dans la série italienne L'Odyssée réalisée par Franco Rossi en 1968.

Dans la mini-série italienne L'Odyssée réalisée en 1968 par Franco Rossi, Pénélope est incarnée par l'actrice grecque Irène Papas. L'intrigue suit de très près celle de l'épopée antique.
La série télévisée franco-italo-portugaise Odysseus, diffusée en France sur la chaîne Arte en 2013, détaille les événements à Ithaque pendant l'absence d'Ulysse, puis ceux qui suivent son retour. Pénélope, jouée par Caterina Murino, joue un rôle important dans l'intrigue : elle doit d'abord résister aux prétendants qui tentent de la séduire puis de la discréditer, et, par la suite, elle doit faire face à un Ulysse métamorphosé par la guerre en un tyran paranoïaque et impulsif, qui n'est plus l'homme qu'elle a aimé,.
Pénélope apparaît dans la série animée franco-allemande L'Odyssée créée par Marie-Luz Drouet, Bruno Regeste et Claude Scasso et diffusée pour la première fois en France en 2002. Au début de chaque épisode, elle tisse une tapisserie différente annonçant le thème de l'épisode et l'aventure vécue par son mari dans l'épisode. Ses prétendants n'apparaissent pas dans la série, excepté dans le dernier épisode où elle est contrainte de se remarier, avant d'être sauvée par Ulysse et Télémaque.

## Postérité dans les sciences après l'Antiquité

### Astronomie
Pénélope a donné son nom à un astéroïde de la ceinture principale découvert par Johann Palisa en 1879 : (201) Pénélope. Son nom a aussi été donné à un cratère de Téthys, l'une des lunes de la planète Saturne.

### Ornithologie
L'étymologie du nom de Pénélope, souvent rapportée à un nom d'oiseau (voyez plus haut), a conduit le zoologiste allemand Blasius Merrem à utiliser le nom de l'héroïne pour baptiser en 1786 un genre d'oiseau, le genre Penelope, oiseaux sud-américains de la famille des cracidés.

### Politique
La figure de Pénélope est reprise aux XXe et XXIe siècles par les courants d'idées féministes. Toute une partie de ses représentations dans les arts durant cette période s'inscrit dans cette approches (voyez plus haut). Mais Pénélope fournit aussi un nom et un symbole à plusieurs associations de femmes dans la seconde moitié du XXe siècle. Parmi elles figure l'agence de presse féministe Les Pénélopes, créée en 1996 et dissoute en 2004. Le nom Pénélope est également donné à une revue d'histoire et d'anthropologie des femmes parue de 1979 à 1985 et qui adoptait une démarche militante au sein du monde académique.

### Syndrome de Pénélope
Le mythe de Pénélope a donné lieu, dans des écrits sociologiques ou politiques, à l'idée de « syndrome de Pénélope », qualifiant une personne qui travaille, volontairement ou non, consciemment ou non, à défaire son propre travail.
Le syndrome de Pénélope désigne également une forme d'encéphalopathie,.

#### Auteurs antiques
- (en) Martin L. West (éd. et trad.), Greek Epic Fragments, Oxford, Loeb Classical Library, 2003, p. 165-169.
- Pseudo-Apollodore, Bibliothèque [détail des éditions] [lire en ligne] (III, 10, 6), Épitome [détail des éditions] [lire en ligne] (VII, 3, 7).
- Télégonie [détail des éditions] [(en) lire en ligne].
- Homère, Odyssée [détail des éditions] [lire en ligne] (passim).
- Hygin, Fables [détail des éditions] [(la) lire en ligne] (CXXII-CXXV).
- Pausanias, Description de la Grèce [détail des éditions] [lire en ligne] (III, 20, 10 ; VIII, 12, 6).

#### Ouvrages généraux et utilitaires
- Pierre Commelin, Mythologie grecque et romaine [détail des éditions] [lire en ligne].
- Ariane Eissen, Les Mythes grecs, Paris, Belin, coll. « Sujets », 1993 (édition consultée : réédition au format poche, impr. 2010).
- LIMC : Fondation internationale pour le LIMC, Lexicon Iconographicum Mythologiae Classicae (LIMC), Artemis Verlag (Zürich, München, Düsseldorf), 1981-1999 + Supplementum, 2009.
- Lucia Impelluso (dir.), Dieux et héros de l'Antiquité. Repères iconographiques, Paris, Hazan, collection « Guides Hazan », 2003 (édition originale : Milan, Elemond spa, 2002).  (ISBN 2 85025 864 4)
- Suzanne Saïd, Homère et l’Odyssée, Paris, Belin, 1998.  (ISBN 2-7011-2143-4)

#### Études savantes sur Pénélope dans l'Antiquité
- Paola Ceccarelli, « Le tissage, la mémoire et la nymphe. Une récente lecture de l'Odyssée » (compte-rendu du livre d'Ionna Papadopoulo-Belmehdi, Le Chant de Pénélope. Poétique du tissage féminin dans l'Odyssée), Dialogues d'histoire ancienne, vol. 21, no 1, 1995, p. 181-191. DOI 10.3406/dha.1995.2226 [lire en ligne]
- Alain Christol, « La toile de Pénélope : ruse inutile ou épreuve qualifiante ? », dans Nouveaux horizons sur l’espace antique et moderne, Pessac, Ausonius Éditions, 2015 (ISBN 9782356133120, DOI 10.4000/books.ausonius.5340, présentation en ligne)
- François Dingremont, « Pénélope, la meilleure des Achéennes », Gaia : revue interdisciplinaire sur la Grèce Archaïque, no 15, 2012, p. 11-40. DOI 10.3406/gaia.2012.1581 [lire en ligne]
- Jean-Michel Fontanier, « La lettre de Pénélope : une dis-suasoria ? (note sur la première Héroïde) »., Vita Latina, no 172, 2005, p. 26-32. [lire en ligne]
- Françoise Frontisi-Ducroux, Ouvrages de dames. Ariane, Hélène, Pénélope…, Paris, Seuil, 2009
- (en) E. D. Karakantza, « Odysseia or Penelopeia ? An assessment of Penelope's character and position in the Odyssey », Mètis. Anthropologie des mondes grecs anciens, vol. 12, 1997, p. 161-179. DOI 10.3406/metis.1997.1066 [lire en ligne]
- [Mactoux 1975] Marie-Madeleine Mactoux, Pénélope : légende et mythe (texte remanié de la thèse de 3e cycle préparée sous la direction de Pierre Lévêque et soutenue en 1972 à l'université de Besançon sous le titre Pénélope dans la littérature et l'art antiques : légende et mythe), Paris, Les Belles Lettres, coll. « Annales littéraires de l'université de Besançon / Centre de recherche d'histoire ancienne » (no 175 / 16), 1975, 1re éd., 1 vol., 284-[13], in-8o (15,5 × 23,5 cm) (OCLC 461545640, BNF 34579588, DOI 10.3406/ista.1975.1784, SUDOC 108595935, lire en ligne [fac-similé]).
- [Levaniouk 1999] (en) Olga Levaniouk, chap. 5 « Penelope and the Pênelops », dans Miriam Carlisle et Olga Levaniouk (éd.), Nine essays on Homer, Lanham, Boulder, New York et Oxford, Rowman & Littlefield, coll. « Greek studies / interdisciplinary approaches », mai 1999, 1re éd., 1 vol., XXII-241, 24 cm (ISBN 0-8476-9423-2, 978-0-8476-9423-5, 0-8476-9424-0 et 978-0-8476-9424-2, OCLC 468478003, BNF 37556057, SUDOC 077160576, présentation en ligne, lire en ligne), 2de partie (« Diachronic Homer »), p. 95-136 [lire en ligne].
- Konstantinos P. Nikoloutos (éd.), Ancient Greek Women in film, Oxford, Oxford University Press, Classical Presences, 2013.  (ISBN 978-0-19-967892-1)
- Ionna Papadopoulo-Belmehdi, Le Chant de Pénélope. Poétique du tissage féminin dans l'Odyssée, Belin, coll. « L'Antiquité au présent », 1994, 256 p.  (ISBN 270111764X).
- Alain Peyrefitte, Le Mythe de Pénélope, Gallimard, 1949.
- Anne-Marie Vérilhac, « L'image de la femme dans les épigrammes funéraires grecques », La femme dans le monde méditerranéen. I. Antiquité, Lyon, Maison de l'Orient et de la Méditerranée Jean Pouilloux, collection Travaux de la Maison de l'Orient (no 10), 1985, p. 85-112. [lire en ligne]

#### Sur la réception du mythe de Pénélope et ses réécritures après l'Antiquité
- Sylvaine Bataille, « Fortune et infortune d’un exemplum odysséen dans le théâtre anglais de 1558 à 1642 : les vicissitudes de Pénélope », Études Épistémè, no 16, 2009, mis en ligne le 01 octobre 2009, consulté le 10 mars 2019. DOI 10.4000/episteme.692 [lire en ligne]
- Sandra Gondouin, « Quand Claribel Alegría retisse le mythe de Pénélope : les enjeux d’une réécriture », Cahiers d’études romanes, no 20, 2009, mis en ligne le 15 janvier 2013, consulté le 10 mars 2019. DOI 10.4000/etudesromanes.1813 [lire en ligne]
- Cécile Dauphin, « Pénélope : une expérience militante dans le monde académique », Les cahiers du CEDREF, no 10, 2001, mis en ligne le 25 septembre 2009, consulté le 08 mars 2019. [lire en ligne]
- Nicholas Dion, « Le tissé dramaturgique des larmes. Pénélope (1684) de Charles-Claude Genest », Littératures classiques, 2007/1 (No 62), p. 157-171. DOI 10.3917/licla.062.0157. [lire en ligne]
- Dominique Foufelle et Joëlle Palmieri, Les Pénélopes : un féminisme politique (1996-2004), Dominique Foufelle et Joëlle Palmieri éditrices, 2014.
- Héctor Calderón Mediavilla, « Tino Villanueva, Así habló Penélope », Caravelle, no 107, 2016, mis en ligne le 31 décembre 2016, consulté le 08 mars 2019. [lire en ligne]
- Judith Obert, « La Pénélope métissée de Luigi Malerba », Cahiers d’études romanes, no 27, 2013, mis en ligne le 25 juin 2014, consulté le 08 mars 2019. DOI 10.4000/etudesromanes.4023 [lire en ligne]
- Tomô Tobari, « La mythologie grecque dans le théâtre français à la fin du XVIIe siècle », Cahiers de l'Association internationale des études françaises, 1973, no 25, p. 311-318. DOI 10.3406/caief.1973.1040 [lire en ligne]